# Алі Абдалла Салех
Алі Абдалла Салех (араб. علي عبدالله صالحⓘ, ʿAlī ʿAbdullāh Ṣāliḥ; 21 березня 1942 — 4 грудня 2017) — єменський державний військовий діяч і Президент Північного Ємену (1978 — 1990), а після об'єднання ЄАР і НДРЄ — голова Президентської Ради єдиного Ємену (1990—1994) і пізніше (з 1994) — президент об'єднаної країни.

## Біографія

### Ранні роки
Алі Абдалла Салех народився 21 березня 1942 у селі Бейт аль-Ахмар провінції Сана. Походить з племені санхан, що входить до племінної конфедерації мусульман-зейдитів — Хашид. 

### Військова кар'єра

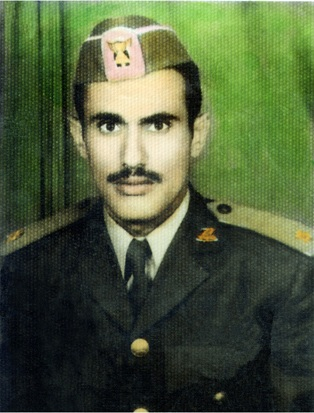
Молодий Салех у військовій формі

Військову кар'єру почав підлітком у 1958 році. Після повалення монархії 1962 року Салех перейшов на бік республіканців і 1963 був зведений у чин лейтенанта 2-го рангу. Повалений єменський король і його прихильники, які втекли на північ країни, розв'язали громадянську війну, що тривала вісім років. У грудні 1967 роялісти обложили Сану. Салех був одним з героїв 70-денної облоги міста, що закінчилася перемогою республіканців.

### Президент Північного Ємену

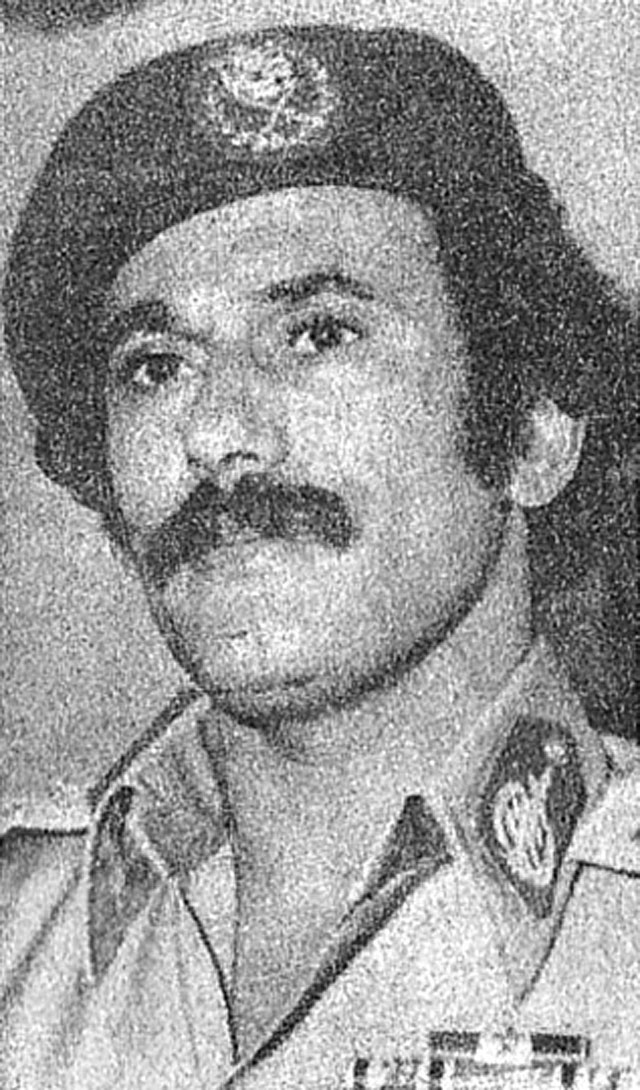
Салех в 1988, як Президент Північного Ємену

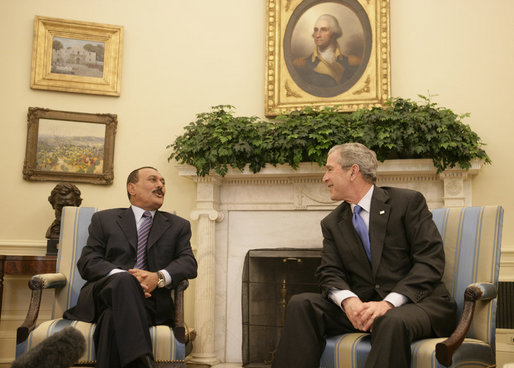
Салех з Джорджом Бушом в 2007

Після того як 24 червня 1978 президент Ахмад аль-Гашімі загинув під час вибуху бомби в аташе-кейсі посланника президента НДРЄ, Алі Абдалла Салех став членом Тимчасової президентської ради. 17 липня на надзвичайному засіданні УНС переважною більшістю голосів його було обрано президентом ЄАР (Північного Ємену) і головнокомандувачем збройними силами країни.
У лютому 1979 напруженість між Північним і Південним Єменом переросла у збройний конфлікт. Північноєменські війська перейшли кордон й атакували кілька сіл у Південному Ємені, проте південноєменські війська за радянської, кубинської і східнонімецької підтримки вдерлися на північ. За посередництва ЛАД у березні в Кувейті між двома Єменами була досягнута домовленість про припинення вогню, відведення військ і відкриття кордонів. 17 вересня того ж року на основі колективного рішення всіх керівників і персоналу Збройних сил на знак вдячності за його зусилля зі створення та розвитку Збройних Сил та безпеки Салех отримав звання полковника, а 30 серпня 1982 став генеральним секретарем партії Загальний народний конгрес.
22 травня 1983 Салеха було переобрано. 17 липня 1988 Законодавча рада ЄАР обрала його на черговий президентський термін.

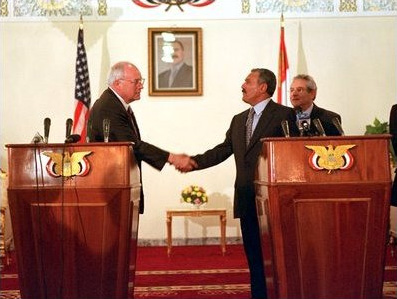
Віце-президент США Дік Чейні та президент Алі Абдалла Салех обговорюють спілні зусилля на конференції по боротьбі в місті Сана, 14 березня 2002, Ємен

### На чолі єдиного Ємену
У червні 1989 року між Північним і Південним Єменом почалися переговори про об'єднання і наприкінці листопада наступного року було підписано угоду про об'єднання ЄАР і НДРЄ в єдину державу протягом року на основі проекту конституції 1981. 20 травня 1990 Рада Шури одноголосно надали Салеху звання генерала на знак вдячності за його величезні зусилля у справі об'єднання нації, а 22 травня він підняв прапор Єменської Республіки в Адені, що ознаменувало собою об'єднання Ємену. Алі Абдалла Салех став головою президентської Ради нової держави, а прем'єр-міністром — голова Президії Верховної Народної Ради НДРЄ — Гейдар Абу Бакр аль-Аттас.

### Громадянська війна і прикордонні конфлікти
1994 року в країні вибухнула Громадянська війна. 21 травня лідери півдня оголосили про відокремлення і проголосили Демократичну Республіку Ємен. У той же день Алі Абдалла Салех ввів надзвичайний стан у країні, наказавши розпочати наступ на Аден. До липня урядові війська відновили контроль над півднем.
16 грудня 1995 спалахнули Єменсько-еритрейські збройні сутички навколо групи островів Ханіш, у результаті яких єменські війська зазнали поразки. Під контроль еритрейських військ перейшов найбільший з островів — Ханіш Кебір, а в серпні наступного року — сусідній острів Ханіш Сахір. Обидві держави вирішили звернутися в міжнародний арбітражний суд у Гаазі, який 1998 року визнав належність островів Ємену.

### Політична криза в Ємені
Взимку 2010 — 2011 рр.. У країнах арабського світу почалися масові заворушення, викликані різними причинами, але спрямовані головним чином проти чинної влади. Масові заворушення призвели до зміни влади в Тунісі й Єгипті та охопили інші арабські країни, зокрема, Ємен. 2 лютого Алі Абдалла Салех оголосив, що не буде переобиратися на наступний термін. Проте наступного дня понад 20 тис. демонстрантів провели «День гніву», зажадавши відставки президента. У наступні дні масові акції протесту з вимогою відставки президента не припинялися, відбулися зіткнення демонстрантів з прихильниками влади й поліцією. 21 лютого Алі Абдалла Салех оголосив, що не піде під тиском опозиції: «Я піду тільки в одному випадку: якщо зазнаю поразки на виборах» .
18 березня Салех ввів у країні надзвичайний стан, а за два дні відправив уряд у відставку. 22 березня він висловив готовність піти у відставку до кінця 2011 року. У квітні за участю Ради співробітництва арабських держав Перської затоки (GCC) було розроблено план врегулювання, який передбачав відставку Алі Абдулли Салеха з наданням йому і його сім'ї гарантій безпеки, а також передачу влади віце-президенту Абд аль-Рабу Мансуру аль-Хаді. Спочатку єменський лідер відкидав цей план, потім (11 квітня) він погодився з ним, але 22 травня знову відмовився.
23 травня загін поліцейського спецназу за підтримки бійців національної гвардії спробував заарештувати лідера племені хашід Садика аль-Ахмар, але біля будинку аль-Ахмара по них відкрили вогонь, змусивши поліцейських відступити. Прихильники аль-Ахмара незабаром розгорнули бої з урядовими силами в столиці країни. Під їх контроль перейшли декілька урядових установ, зокрема будівлі міністерства промисловості й державного інформаційного агентства. У ході п'ятиденних боїв Сана виявилася розділеною на кілька частин: Алі Абдалла Салех контролював південну частину міста, війська аль-Ахмара — західну, а північ столиці контролював генерал Алі Мохсена аль-Ахмар, який підтримав опозицію ще в березні. 27 травня Садик аль-Ахмар оголосив про перемир'я з президентом. У той же день кілька ісламістів з угрупування «Послідовники шаріату» взяли адміністративний центр провінції Аб'ян — місто Зинджибар. Вже 31 травня бої в столиці між прихильниками Салеха і аль-Ахмар поновилися.
3 червня в результаті обстрілу мечеті на території президентської резиденції було поранено самого Салеха, а також прем'єр-міністра й спікера парламенту, що супроводжували його, при цьому загинули семеро охоронців. Наступного дня президент прибув на лікування в Саудівську Аравію. За повідомленням американських ЗМІ, Салех серйозно постраждав під час вибуху: 40 % його шкіри було вкрито опіками, також у нього виявили внутрішньочерепний крововилив.

## Сім'я
1970 року в Салеха народився старший син — Ахмед. Він навчався у США та у військовій академії в Сандгерсті. У 2000 році Ахмед отримав посаду голови Республіканської гвардії Ємену. Після цього отримав посаду посла Ємену у ОАЕ. У 2019 році Республіканську гвардію очолив інший син — Тарік Салех.
Єдиноутробний брат Салеха від другого шлюбу матері — бригадний генерал Алі Мохсен Салех аль-Махар керував Республіканською гвардією, допоки не був замінений на свого племінника. Під час арабської весни команвав північним військовим округом та 1-ю бронетанковою дивізією (одним з найбільш боєздатних військовим з'єднанням у країні) та перейшов на сторону повстанців.
Інший єдиноутробний брат — генерал Мухамад Салех аль-Ахмар керував повітряними силами країни.
Племінник — генерал Тарік Мухаммад Абдалла Салех очолював Президентську гвардію.

## Смерть
29 листопада 2017 року, між прихильниками Салеха й хуситами спалахнув конфлікт навколо мечеті, що носить ім'я Салеха. 2 грудня партія Салеха закликала народ Ємену до повстання проти хуситів.
4 грудня 2017 року Алі Абдалла Салех був убитий під час перестрілки після безуспішної спроби його арешту силами МВС, підконтрольними ополченню «Ансар Аллах». Також був убитий генеральний секретар партії ВНК Аріф Аль-Зукав, а його сина заарештували. Тіло Салеха пронесли містом на ковдрі та поховали вночі з 5 на 6 грудня 2017 року у Сані